# Schatzhausarchiv von Persepolis

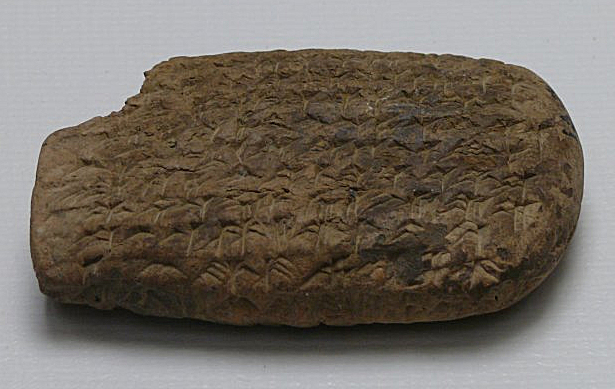
Tontafel aus dem Schatzhausarchiv. Iranisches Nationalmuseum Teheran

Das Schatzhausarchiv von Persepolis ist die Bezeichnung für Tontafeln (englisch Treasury Tablets), die im Schatzhaus von Persepolis in der südiranischen Provinz Fars gefunden wurden. Die Aufzeichnungen decken den Zeitraum von 492 bis 457 v. Chr. ab und tragen zur Erforschung der Wirtschaftsgeschichte unter den Achämeniden bei. Das Archiv dokumentiert die Einführung von geprägtem Silbergeld in der regionalen Wirtschaft von Persepolis und dessen späterer Konsolidierung in der Gesellschaft. Demgegenüber bezeugt das Festungsarchiv von Persepolis (mit seinen Fortification Tablets) eine Generation vor dem Schatzhausarchiv die Bezahlung mit Naturalien.

## Das Silbergeld
Das Silbergeld im Schatzhausarchiv wurde in Einheiten von Karsha und Shekel gerechnet und ungefähr 493 v. Chr. in Persepolis eingeführt. Oftmals führte die Verwaltung die alten Währungen in Naturalien wie Wein und Schafe auf und berechnete den Gegenwert in Silbergeld. Wie viel ein Schaf an Wert hatte, entsprach in den frühen Jahren in etwa dem Wert eines Schafs in Babylonien, das bereits früher Silbergeld eingeführt hatte. Der Übergang von der Bezahlung mit Naturalien zu geprägtem Silbergeld war nicht ein plötzlicher, und laut dem Schatzhausarchiv wurde noch 479 v. Chr. ein Arbeiterlohn teilweise mit Naturalien bezahlt, deren Anteil in der Folge aber stetig abnahm.

## Forschungsgeschichte

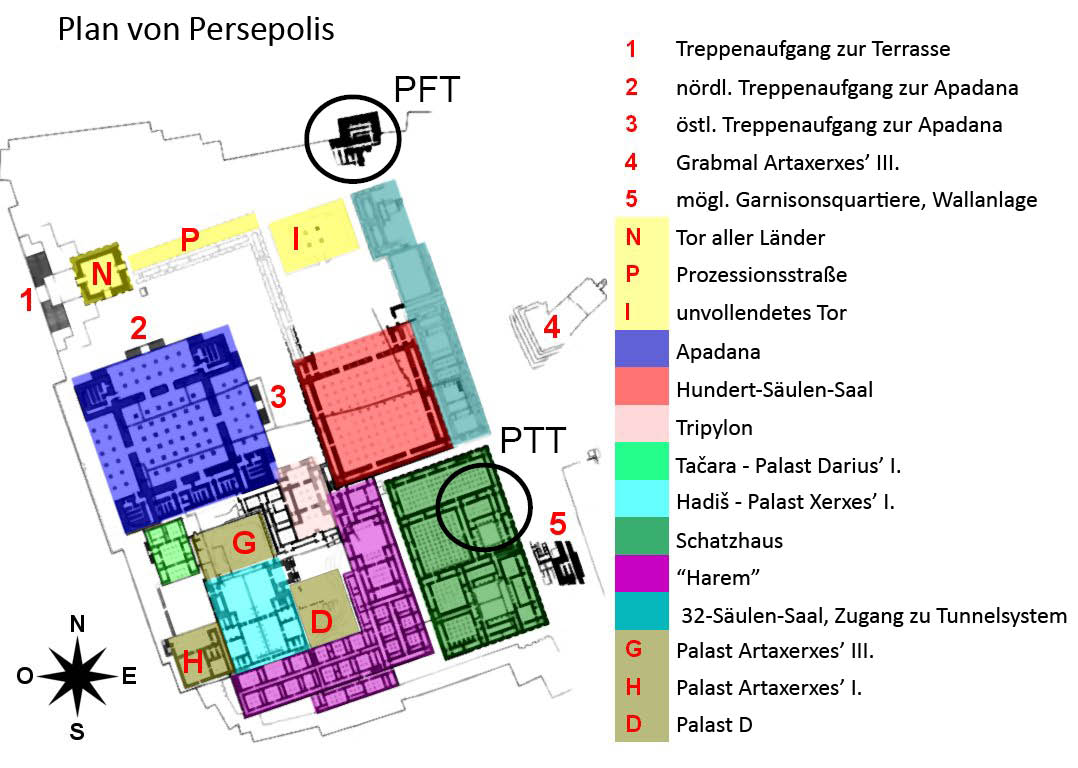
Persepolis mit dem Fundort des Schatzhausarchiv (PTT)

Das Schatzhausarchiv wurde zwischen 1934 und 1938 unter der Leitung von Erich Friedrich Schmidt vom Oriental Institute der Universität Chicago im südöstlichen Teil von Persepolis entdeckt und ausgegraben. Es enthielt 198 vollständige und fragmentarische Tontafeln in elamischer Keilschrift. Ein einziger Text war im babylonischen Dialekt des Akkadischen geschrieben. Zusätzlich wurden 548 kleinere Fragmente, 199 Stempelsiegel, Zylindersiegel und Siegelringe gefunden. 46 der elamischen Texte und das akkadische Dokument gehören zur Sammlung des Institute for the Study of Ancient Cultures, West Asia & North Africa (ISAC), bis 2023 Oriental Institute, in Chicago. Die restlichen Tontafeln befinden sich im Nationalen Museum des Irans in Teheran. 

## Forschungsstand
Vom Schatzhausarchiv wurden der akkadische Text und 139 elamische Tontafeln veröffentlicht und 77 Siegel identifiziert.

## Gebräuchliche Abkürzungen
| Abkürzung | Name                        | Deutsche Übersetzung                                     | Primäre Publikationen        |
| --------- | --------------------------- | -------------------------------------------------------- | ---------------------------- |
| PTT       | Persepolis Treasury Tablets | Tontafeln des Schatzhausarchivs von Persepolis           | George G. Cameron 1948       |
| PT 1957   | Persepolis Treasury Tablets | Tontafeln des Schatzhausarchivs von Persepolis           | George G. Cameron 1958       |
| PT 1963   | Persepolis Treasury Tablets | Tontafeln des Schatzhausarchivs von Persepolis           | George G. Cameron 1965       |
| PTS       | Persepolis Treasury Seal    | Siegel auf Tontafel des Schatzhausarchivs von Persepolis | Erich Friedrich Schmidt 1957 |

### Sekundärquelle
- Annalisa Azzoni, Elspeth R. M. Dusinberre, Mark B. Garrison, Wouter Henkelman, Charles E. Jones, Matthew W. Stolper: Persepolis Administrative Archives. In: Ehsan Yarshater (Hrsg.): Encyclopædia Iranica. 9. Juni 2017 (englisch, iranicaonline.org [abgerufen am 3. Mai 2021] mit Literaturangaben).

### Primärliteratur

#### Tontafeln in elamischer und akkadischer Sprache
- George Glenn Cameron: Persepolis Treasury Tablets (=Oriental Institute Publications. Band 65). Chicago 1948 (Digitalisat).
- George Glenn Cameron: Persepolis Treasury Tablets Old and New. In: Journal of Near Eastern Studies. Band 17, 1958, S. 172–176.
- Richard Hallock: A New Look at the Persepolis Treasury Tablets. In: Journal of Near Eastern Studies. Band 19, 1960, S. 90–100.
- George Glenn Cameron: New Tablets from the Persepolis Treasury. In: Journal of Near Eastern Studies. Band 24, 1965, S. 167–192.
- Abdul Majid Arfaei: PT 10a, Collated and Completed (=Achaemenid Research on Texts and Archaeology. Band 1). Paris 2008 (Digitalisat).
- Charles E. Jones, Seunghee Yie: From the Persepolis Fortification Archive Project, 3: The First Administrative Document Discovered at Persepolis, PT 1971-1 (=Achaemenid Research on Texts and Archaeology. Band 3). Paris 2011 (Digitalisat).

#### Siegel auf elamischen Texten und unbeschrifteten Tontafeln
- Erich Friedrich Schmidt: Persepolis II: Contents of the Treasury and Other Discoveries (=Oriental Institute Publications. Band 69). University of Chicago Press, Chicago 1957 (Digitalisat).